# Georges Ista
Pour les articles homonymes, voir ISTA.
Georges Ista, né le 12 novembre 1874 à Liège et mort le 4 janvier 1939 à Paris 16e, est un écrivain de langue wallonne et militant wallon, également scénariste, dessinateur, peintre et aquafortiste.
Il fut un auteur dramatique fécond, collabora à diverses revues wallonnes militantes convaincu que le wallon était un complément de l'identité française de la Wallonie.

## Biographie
Georges François Hubert Ista naît le 12 novembre 1874 à Liège,,.
Il exerce d'abord la profession de tapissier garnisseur comme son père. C'est un autodidacte dans les différents arts qu'il pratique. Il est membre du Cercle royal des beaux-arts de Liège. Il signe une affiche de ses initiales G.I. pour un tournoi d'escrime chez l'imprimeur Bénard. Il écrit des pièces en wallon dont Mon-n-onke Djouprèle (1904), Mitchî Pèkèt (1908) et Li båbô (1912). En outre, il est membre du Cercle d'Escrime de l'Est dont le président en 1895 est Henri Gordinne. On retrouve son travail dans les pages du supplément illustré de La Meuse entre 1901 et 1904.
Il cesse définitivement sa collaboration avec la maison d'édition Gordinne après son émigration à Paris en 1909, dont la soixantaine de planches réalisées en font le contributeur le plus prolifique du catalogue d'images populaires de cet éditeur.
Mais ce n’est qu’en 1912 qu'il rompt sa collaboration avec le Journal de Liège, pour lequel il tient une chronique intitulée Propos libres et variés. En 1913 et 1914, il travaille toujours avec L'Express pour qui il écrit deux dialogues par semaine, Hâre et hote. Il publie encore à Liège chez Bénard ses Contes et nouvelles. Il passe la guerre à Sy, chez le peintre Richard Heintz.
En 1918, il se fixe définitivement à Paris où il vit de sa plume. Il officie là comme chroniqueur, nouvelliste. Il travaille également comme dessinateur humoristique dans Comœdia, La Petite République, Le Rire, Le Magasin pittoresque, Le Sourire, L'Œuvre ou Le Merle Blanc. En 1922, il recommande Georges Simenon aux rédactions des journaux auxquels il collabore. Mercure de France vante en 1931 les « ingénieuses harmonies colorées » d'un de ses tableaux exposés à la galerie Windels.
Il meurt le 4 janvier 1939 à Paris 16e à l'âge de 64 ans,.

## Œuvres

### Publications
- Georges Ista, Contes et nouvelles, t. I, Liège, Imprimerie Bénard, 1917, 79 p., pdf ; 20 cm (OCLC 1400914434, lire en ligne).
- Georges Ista, Contes et nouvelles, t. II, Liège, Imprimerie Bénard, 1917, 85 p., pdf ; 20 cm (OCLC 251971274, lire en ligne).
- Georges Ista, Contes et nouvelles, t. III, Liège, Imprimerie Bénard, 1917, 79 p., pdf ; 20 cm (OCLC 1400355571, lire en ligne).

- Rosière malgré elle, Paris, Éditions Prima, coll. « gauloise », 1928, 48 p. (BNF 32272752).

### En revues et journaux
- Le Peintre et le financier[5], couverture et récit complet, Le Dessableur no 13, Bruxelles, Centre belge de la bande dessinée, juin 2024.

### Filmographie partielle

#### Comme scénariste
- 1912 : Une femme trop aimante de Georges Denola

## Postérité
Une place Georges Ista se trouve dans le quartier liégeois de Vennes.

#### Étude
- Frédéric Paques, Avant Hergé : Étude des premières apparitions de bande dessinée en Belgique francophone (1830-1914), t. 1 : Texte, Liège, Université de Liège, 2012, 337 p., PDF (lire en ligne), p. 215-216. Thèse présentée en vue de l’obtention du titre de Docteur en Histoire de l’art sous la direction de Jean-Patrick Duchesne. Année académique 2011-2012

#### Livres
- Paul Delforge (dir), Philippe Destatte (dir) et Micheline Libon (dir), « Georges Ista », dans Encyclopédie du Mouvement wallon, t. 2 : Lettres F-N, Charleroi, Institut Jules Destrée, 9 novembre 2000, 602 p., ill. ; 30 cm (ISBN 9782870350195 et 2-87035-019-8, OCLC 1400600746, présentation en ligne), p. 854-855.

#### Périodiques
- « La BD belge avant 1930 - Partie V : Georges Ista », Le Dessableur, Bruxelles, Centre belge de la bande dessinée, no 4,‎ janvier 2022.